# كرة القدم في دورة الألعاب الآسيوية 2018 – بطولة السيدات
أقيمت بطولة كرة القدم للسيدات في دورة الألعاب الآسيوية 2018 من 16 إلى 31 أغسطس في فلمبان، إندونيسيا. كان منتخب كوريا الشمالية هو حامل اللقب، لكنه أُقصي في ربع النهائي. كما أُقصي منتخب إندونيسيا في مرحلة المجموعات.

## جدول المسابقة
| G | مرحلة المجموعات | ¼ | ربع النهائي | ½ | نصف النهائي | B | مباراة الميدالية البرونزية | F | مباراة الميدالية الذهبية |

| الخميس 16 | الجمعة 17 | السبت 18 | الأحد 19 | الاثنين 20 | الثلاثاء 21 | الأربعاء 22 | الخميس 23 | الجمعة 24 | السبت 25 | الأحد 26 | الاثنين 27 | الثلاثاء 28 | الأربعاء 29 | الخميس 30 | الجمعة 31 | الجمعة 31 |
| --------- | --------- | -------- | -------- | ---------- | ----------- | ----------- | --------- | --------- | -------- | -------- | ---------- | ----------- | ----------- | --------- | --------- | --------- |
| G         | G         |          | G        | G          | G           | G           |           | ¼         | ¼        |          |            | ½           |             |           | B         | F         |

## الملاعب
أقيمت البطولة في ملعبين في فلمبان، وهما ملعب غيلورا سريويجايا وملعب بومي سريويجايا.

| فلمبان                | فلمبان          |
| --------------------- | --------------- |
| ملعب غيلورا سريويجايا | بومي سريويجايا ‏ |
| السعة: 23,000         | السعة: 7,000    |
|                       |                 |

## القرعة
أُجريت قرعة البطولة في 5 يوليو 2018. صُنِّفت الفرق في أربعة أوعية بناءً على أدائها في دورة الألعاب الآسيوية السابقة عام 2014. عُيِّنت مضيفة البطولة إندونيسيا تلقائيًا في المركز A1.
| الوعاء 1                                            | الوعاء 2                             | الوعاء 3                                  | الوعاء 4                 |
| --------------------------------------------------- | ------------------------------------ | ----------------------------------------- | ------------------------ |
| 1. إندونيسيا (المضيفة) 2. كوريا الشمالية 3. اليابان | 1. كوريا الجنوبية 2. فيتنام 3. الصين | 1. تايلاند 2. تايبيه الصينية 3. هونغ كونغ | 1. المالديف 2. طاجيكستان |

## مرحلة المجموعات
تأهل أول فريقين من كل مجموعة، بالإضافة إلى أفضل فريقين يحتلان المركز الثالث من بين المجموعات الثلاث، إلى ربع النهائي.
- جميع الأوقات محلية، توقيت إندونيسيا (ت ع م+07:00).[4]

### معايير كسر التعادل
صُنِّفت الفرق في كل مجموعة وفقًا لنظام ثلاث نقاط للفوز (3 نقاط للفوز، نقطة واحدة للتعادل، 0 نقطة للخسارة). وفي حالة التعادل في النقاط، طُبِّقت معايير كسر التعادل التالية بالترتيب المحدد لتحديد التصنيفات:
1. أعلى عدد من النقاط المحققة في جميع مباريات المجموعة.
2. أعلى عدد من النقاط المحققة في المباريات بين الفرق المعنية.
3. فارق الأهداف الناتج من المباريات بين الفرق المعنية.
4. أعلى عدد من الأهداف المسجلة في جميع مباريات المجموعة بين الفرق المعنية.
5. إذا تعادلت فرقان أو أكثر في التصنيف وفقًا للمعايير السابقة، تُعاد تطبيق المعايير أعلاه عليهم فقط. إذا لم يُحدد التصنيف بعد إعادة التطبيق، تُطبَّق المعايير التالية.
6. فارق الأهداف في جميع مباريات المجموعة.
7. أعلى عدد من الأهداف المسجلة في جميع مباريات المجموعة.
8. الركلات الترجيحية فقط إذا تعلق الأمر بفريقين وكانا على أرض الملعب.
9. أقل عدد من النقاط لبطاقات الصفراء/الحمراء في جميع مباريات المجموعة (يُخصم نقطة واحدة فقط لكل لاعب في مباراة واحدة):   - البطاقة الصفراء الأولى: نقطة واحدة.
  - البطاقة الحمراء غير المباشرة (البطاقة الصفراء الثانية): 3 نقاط.
  - البطاقة الحمراء المباشرة: 3 نقاط.
  - البطاقة الصفراء متبوعة بالبطاقة الحمراء المباشرة: 4 نقاط.
10. سحب القرعة.

صُنِّفت الفرق التي تحتل المركز الثالث في المجموعات الثلاث وفقًا للمعايير التالية، بعد استبعاد النتائج ضد الفرق التي تحتل المركز الرابع في المجموعتين A وB لتسوية عدد المباريات:
1. أعلى عدد من النقاط المحققة في جميع مباريات المجموعة.
2. فارق الأهداف في جميع مباريات المجموعة.
3. أعلى عدد من الأهداف المسجلة في جميع مباريات المجموعة.
4. أقل عدد من النقاط لبطاقات الصفراء/الحمراء في جميع مباريات المجموعة:   - البطاقة الصفراء الأولى: نقطة واحدة.
  - البطاقة الحمراء غير المباشرة (البطاقة الصفراء الثانية): 3 نقاط.
  - البطاقة الحمراء المباشرة: 3 نقاط.
  - البطاقة الصفراء متبوعة بالبطاقة الحمراء المباشرة: 4 نقاط.
5. سحب القرعة.

### المجموعة أ
| م | الفريق         | لعب | ف | ت | خ | أ.له | أ.ع | أ.ف | نقاط | تأهل                          |
| - | -------------- | --- | - | - | - | ---- | --- | --- | ---- | ----------------------------- |
| 1 | كوريا الجنوبية | 3   | 3 | 0 | 0 | 22   | 1   | +21 | 9    | التأهل إلى مرحلة خروج المغلوب |
| 2 | تايبيه الصينية | 3   | 2 | 0 | 1 | 12   | 2   | +10 | 6    | التأهل إلى مرحلة خروج المغلوب |
| 3 | إندونيسيا (H)  | 3   | 1 | 0 | 2 | 6    | 16  | −10 | 3    |                               |
| 4 | المالديف       | 3   | 0 | 0 | 3 | 0    | 21  | −21 | 0    |                               |

| كوريا الجنوبية                      | 2–1   | تايبيه الصينية     |
| ----------------------------------- | ----- | ------------------ |
| - جيون غا-إيول 8' - جانغ سيل-جي 53' | تقرير | - يو هسيو-تشين 74' |

| إندونيسيا | 6–0   | المالديف |
| --- | ----- | -------- |
| - زهرة مصدلفة 10'، 72' - مايانغ زي بي 15' (ركلة جزاء)، 55' - يوديث هيرلينا سادا 30' - جيسيلا أريفيا ساري 61' | تقرير |          |

| المالديف | 0–8   | كوريا الجنوبية |
| -------- | ----- | --- |
|          | تقرير | - جي سو-يون 25' (ركلة جزاء) - شاميلا 35' (هدف عكسي) - سون هوا-يون 35'، 60'، 87' - مون مي-را 45'، 54' (ركلة جزاء) - لي أون-مي 88' |

| تايبيه الصينية                                                       | 4–0   | إندونيسيا |
| -------------------------------------------------------------------- | ----- | --------- |
| - يو هسيو-تشين 5' - تشان بي-هان 16' - لين يا-هان 33' - ميشيل باو 39' | تقرير |           |

| إندونيسيا | 0–12  | كوريا الجنوبية |
| --------- | ----- | --- |
|           | تقرير | - لي هيون-يونغ 4' (ركلة جزاء)، 38'، 47'، 71'، 90' - مون مي-را 11'، 37' - ليم سون-جو 14' - سون هوا-يون 48' - جانغ سيل-جي 67' - جي سو-يون 88'، 90+2' |

| تايبيه الصينية                                                                                                | 7–0   | المالديف |
| --- | ----- | -------- |
| - يو هسيو-تشين 6' (ركلة جزاء) - بان شين-يو 12'، 31' - تشو لي-بينغ 17'، 74' - ميشيل باو 55' - لي هسيو-تشين 63' | تقرير |          |

### المجموعة ب
| م | الفريق         | لعب | ف | ت | خ | أ.له | أ.ع | أ.ف | نقاط | تأهل                          |
| - | -------------- | --- | - | - | - | ---- | --- | --- | ---- | ----------------------------- |
| 1 | الصين          | 3   | 3 | 0 | 0 | 25   | 0   | +25 | 9    | التأهل إلى مرحلة خروج المغلوب |
| 2 | كوريا الشمالية | 3   | 2 | 0 | 1 | 24   | 2   | +22 | 6    | التأهل إلى مرحلة خروج المغلوب |
| 3 | هونغ كونغ      | 3   | 1 | 0 | 2 | 6    | 16  | −10 | 3    | التأهل إلى مرحلة خروج المغلوب |
| 4 | طاجيكستان      | 3   | 0 | 0 | 3 | 1    | 38  | −37 | 0    |                               |

| كوريا الشمالية | 16–0  | طاجيكستان |
| --- | ----- | --------- |
| - سونغ هيانغ-سيم 2'، 6'، 24'، 42' - كيم يون-مي 10'، 19'، 50' - ريم سي-أوك 31'، 55'، 66' - يو جونغ-إيم 43' - كيم فيونغ-هوا 46' - كيم نام-هوي 62' - كيم أون-هوا 77'، 82' - ري هاي-يون 79' | تقرير |           |

| الصين | 7–0   | هونغ كونغ |
| --- | ----- | --------- |
| - وانغ شوانغ 7' (ركلة جزاء) - وانغ شانشان 20' - لي ينغ 28' - لي جييايو 42' - تشان وينج سي 48' (هدف عكسي) - جو ياشا 51'، 72' | تقرير |           |

| طاجيكستان | 0–16  | الصين |
| --------- | ----- | --- |
|           | تقرير | - تشاو رونغ 3'، 19'، 47'، 59'، 90' - لي تينغتينغ 4' - وانغ شوانغ 51' - وانغ شانشان 64'، 73'، 81'، 83'، 87'، 88'، 90+1'، 90+2'، 90+3' |

| هونغ كونغ | 0–8   | كوريا الشمالية |
| --------- | ----- | --- |
|           | تقرير | - ري أون-يونغ 19' - يو جونغ-إيم 22'، 45+2' - كيم يون-مي 36' - باك هاي-جيونغ 55' - كيم أون-هوا 59' - ري هاي-يون 78' - فونغ 82' (هدف عكسي) |

| كوريا الشمالية | 0–2   | الصين                             |
| -------------- | ----- | --------------------------------- |
|                | تقرير | - وانغ شوانغ 8' - وانغ شانشان 50' |

| هونغ كونغ                                                                                   | 6–1   | طاجيكستان       |
| ------------------------------------------------------------------------------------------- | ----- | --------------- |
| - تشان وينج سي 2' - يون 10' - هو موي مي 25'، 32' - تشام تشينغ مان 39' - تشون تشينغ هانغ 68' | تقرير | - سوتنيكوفا 36' |

### المجموعة ج
| م | الفريق  | لعب | ف | ت | خ | أ.له | أ.ع | أ.ف | نقاط | تأهل                          |
| - | ------- | --- | - | - | - | ---- | --- | --- | ---- | ----------------------------- |
| 1 | اليابان | 2   | 2 | 0 | 0 | 9    | 0   | +9  | 6    | التأهل إلى مرحلة خروج المغلوب |
| 2 | فيتنام  | 2   | 1 | 0 | 1 | 3    | 9   | −6  | 3    | التأهل إلى مرحلة خروج المغلوب |
| 3 | تايلاند | 2   | 0 | 0 | 2 | 2    | 5   | −3  | 0    | التأهل إلى مرحلة خروج المغلوب |

| تايلاند | 0–2   | اليابان                                |
| ------- | ----- | -------------------------------------- |
|         | تقرير | - مانا إيوابوتشي 33' - يوكا موميكي 85' |

| فيتنام                                                          | 3–2   | تايلاند                                  |
| --------------------------------------------------------------- | ----- | ---------------------------------------- |
| - نجوين تي تيويت دونغ 22' - نجوين تي فان 33' - نجوين تي ليو 40' | تقرير | - سوشاودي 30' (ركلة جزاء) - بيتساماي 79' |

| اليابان                                                                                                  | 7–0   | فيتنام |
| --- | ----- | ------ |
| - يويكا سوغاساوا 5'، 77' - يوكا موميكي 17' - إيمي ناكاجيما 38' - مينا تاناكا 52'، 88' - ريكا ماتسويا 64' | تقرير |        |

### ترتيب الفرق الواقعة في المركز الثالث
لضمان المساواة عند مقارنة الفرق الواقعة في المركز الثالث من جميع المجموعات، تم تجاهل نتائج المباريات ضد الفرق الواقعة في المركز الرابع في المجموعة أ والمجموعة ب، نظراً لوجود ثلاث فرق فقط في المجموعة ج.
| م | مج | الفريق    | لعب | ف | ت | خ | أ.له | أ.ع | أ.ف | نقاط | تأهل                          |
| - | -- | --------- | --- | - | - | - | ---- | --- | --- | ---- | ----------------------------- |
| 1 | ج  | تايلاند   | 2   | 0 | 0 | 2 | 2    | 5   | −3  | 0    | التأهل إلى مرحلة خروج المغلوب |
| 2 | ب  | هونغ كونغ | 2   | 0 | 0 | 2 | 0    | 15  | −15 | 0    | التأهل إلى مرحلة خروج المغلوب |
| 3 | أ  | إندونيسيا | 2   | 0 | 0 | 2 | 0    | 16  | −16 | 0    |                               |

## مرحلة خروج المغلوب
في مرحلة خروج المغلوب، يُستخدم الوقت الإضافي وركلات الترجيح لتحديد الفائز إذا لزم الأمر، باستثناء مباراة المركز الثالث حيث تُستخدم ركلات الترجيح (دون الوقت الإضافي) لتحديد الفائز إذا لزم الأمر.
| الفرق الواقعة في المركز الثالث تتأهل من المجموعات | الفرق الواقعة في المركز الثالث تتأهل من المجموعات | الفرق الواقعة في المركز الثالث تتأهل من المجموعات | 1A ضد | 1B ضد |
| ------------------------------------------------- | ------------------------------------------------- | ------------------------------------------------- | ----- | ----- |
| A                                                 | B                                                 |                                                   | 3B    | 3A    |
| A                                                 |                                                   | C                                                 | 3C    | 3A    |
|                                                   | B                                                 | C                                                 | 3B    | 3C    |

### الأدوار الإقصائية
|  | ربع النهائي                      | ربع النهائي                      |                                  |       | نصف النهائي                | نصف النهائي                |  |  | مباراة الميدالية الذهبية | مباراة الميدالية الذهبية |
|  |                                  |                                  |                                  |       |                            |                            |  |  |                          |                          |
|  | 24 أغسطس – ملعب غيلورا سريويجايا |                                  |                                  |       |                            |                            |  |  |                          |                          |
|  |                                  |                                  |                                  |       |                            |                            |  |  |                          |                          |
|  | كوريا الجنوبية                   | 5                                |                                  |       |                            |                            |  |  |                          |                          |
|  | كوريا الجنوبية                   | 5                                | 28 أغسطس – ملعب غيلورا سريويجايا |       |                            |                            |  |  |                          |                          |
|  | هونغ كونغ                        | 0                                |                                  |       |                            |                            |  |  |                          |                          |
|  | هونغ كونغ                        | 0                                | كوريا الجنوبية                   | 1     |                            |                            |  |  |                          |                          |
|  | 25 أغسطس – ملعب غيلورا سريويجايا |                                  | كوريا الجنوبية                   | 1     |                            |                            |  |  |                          |                          |
|  |                                  | اليابان                          | 2                                |       |                            |                            |  |  |                          |                          |
|  | اليابان                          | اليابان                          | 2                                | 2     |                            |                            |  |  |                          |                          |
|  | اليابان                          |                                  | 31 أغسطس – ملعب غيلورا سريويجايا | 2     |                            |                            |  |  |                          |                          |
|  | كوريا الشمالية                   | 1                                |                                  |       |                            |                            |  |  |                          |                          |
|  | كوريا الشمالية                   | 1                                | اليابان                          | 1     |                            |                            |  |  |                          |                          |
|  | 24 أغسطس – ملعب غيلورا سريويجايا |                                  | اليابان                          | 1     |                            |                            |  |  |                          |                          |
|  |                                  | الصين                            | 0                                |       |                            |                            |  |  |                          |                          |
|  | تايوان (ج.)                      | الصين                            | 0                                | 0 (4) |                            |                            |  |  |                          |                          |
|  | تايوان (ج.)                      | 28 أغسطس – ملعب غيلورا سريويجايا |                                  | 0 (4) |                            |                            |  |  |                          |                          |
|  | فيتنام                           | 0 (3)                            |                                  |       |                            |                            |  |  |                          |                          |
|  | فيتنام                           | 0 (3)                            | تايوان                           | 0     |                            |                            |  |  |                          |                          |
|  | 25 أغسطس – ملعب غيلورا سريويجايا |                                  | تايوان                           | 0     |                            |                            |  |  |                          |                          |
|  |                                  | الصين                            | 1                                |       | مباراة الميدالية البرونزية | مباراة الميدالية البرونزية |  |  |                          |                          |
|  | الصين                            | الصين                            | 1                                | 5     | مباراة الميدالية البرونزية | مباراة الميدالية البرونزية |  |  |                          |                          |
|  | الصين                            |                                  | 31 أغسطس – ملعب غيلورا سريويجايا | 5     |                            |                            |  |  |                          |                          |
|  | تايلاند                          | 0                                |                                  |       |                            |                            |  |  |                          |                          |
|  | تايلاند                          | 0                                | كوريا الجنوبية                   | 4     |                            |                            |  |  |                          |                          |
|  |                                  |                                  |                                  |       |                            |                            |  |  |                          |                          |
|  | تايوان                           | 0                                |                                  |       |                            |                            |  |  |                          |                          |
|  | تايوان                           | 0                                |                                  |       |                            |                            |  |  |                          |                          |

### ربع النهائي
| كوريا الجنوبية                                                           | 5–0   | هونغ كونغ |
| ------------------------------------------------------------------------ | ----- | --------- |
| - جيون غا-إيول 20'، 32' - لي جيوم-مين 34' - مون مي-را 79' - لي مين-آ 82' | تقرير |           |

| تايوان                                                 | 0–0 (ب.و.إ.) | فيتنام                                                                              |
| ------------------------------------------------------ | ------------ | ----------------------------------------------------------------------------------- |
|                                                        | تقرير        |                                                                                     |
| ركلات الترجيح                                          |              |                                                                                     |
| - يو هسيو-تشين - لين يا-هان - ليو تشين-يون - ميشيل باو | 4–3          | - نجوين تي تيويت دونغ - تشوونغ تي كيو - فام هوآنقوين - نجوين تي مي آنه - ثاي تي ثاو |

| اليابان                                | 2–1   | كوريا الشمالية                |
| -------------------------------------- | ----- | ----------------------------- |
| - مانا إيوابوتشي 40' - يوي هاسيكوا 62' | تقرير | - كيم نام-هوي 71' (ركلة جزاء) |

| الصين                                                      | 5–0   | تايلاند |
| ---------------------------------------------------------- | ----- | ------- |
| - وانغ شوانغ 32'، 84'، 90+1' - شياو يويي 65' - جو ياشا 85' | تقرير |         |

### نصف النهائي
| كوريا الجنوبية | 1–2   | اليابان                                              |
| -------------- | ----- | ---------------------------------------------------- |
| - لي مين-آ 68' | تقرير | - يويكا سوغاساوا 5' - ليم سيون-جو 86' (هدف في مرماه) |

| تايوان | 0–1   | الصين             |
| ------ | ----- | ----------------- |
|        | تقرير | - وانغ شانشان 51' |

### مباراة الميدالية البرونزية
| كوريا الجنوبية                                                   | 4–0   | تايوان |
| ---------------------------------------------------------------- | ----- | ------ |
| - جي سو-يون 18' - لي جيوم-مين 31' - لي مين-آ 77' - مون مي-را 90' | تقرير |        |

### مباراة الميدالية الذهبية
| اليابان              | 1–0   | الصين |
| -------------------- | ----- | ----- |
| - يويكا سوغاساوا 90' | تقرير |       |

## إحصائيات

### هدافات البطولة
عدد الأهداف المُسجلة  132 هدفًا  في 23 مباراة، بمتوسط 5.74 هدفًا في المباراة الواحدة.
12 هدفا
- وانغ شانشان (الصين)

6 أهداف
- وانغ شوانغ (الصين)
- مون مي-را (كوريا الجنوبية)

5 أهداف
- تشاو رونغ (الصين)
- لي هيون-يونغ (كوريا الجنوبية)

4 أهداف
- يويكا سوغاساوا (اليابان)
- سونغ هيانغ-سيم (كوريا الشمالية)
- كيم يون-مي (كوريا الشمالية)
- جي سو-يون (كوريا الجنوبية)
- سون هوا-يون (كوريا الجنوبية)

3 أهداف
- غو يا شا (الصين)
- يو هسيو-تشين (تايبيه الصينية)
- يو جونغ-إيم (كوريا الشمالية)
- ريم سي-أوك (كوريا الشمالية)
- كيم أون-هوا (كوريا الشمالية)
- جيون غا-إيل (كوريا الجنوبية)
- لي مين-آ (كوريا الجنوبية)

هدفان
- تشو لي-بينغ (تايبيه الصينية)
- ميشيل باو (تايبيه الصينية)
- بان شين-يو (تايبيه الصينية)
- هو موي مي (هونغ كونغ)
- زهرة موسداليفة (إندونيسيا)
- مايانغ زد (إندونيسيا)
- مانا إيوابوتشي (اليابان)
- يوكا موميكي (اليابان)
- مينا تاناكا (اليابان)
- كيم نام-هوي (كوريا الشمالية)
- ري هاي-يون (كوريا الشمالية)
- جانغ سيل-جي (كوريا الجنوبية)
- لي جيوم-مين (كوريا الجنوبية)

هدف
- لي جيايوي (الصين)
- لي تينغتينغ (الصين)
- لي يينغ (الصين)
- شياو يويي (الصين)
- لي هسيو-تشين (تايبيه الصينية)
- تشان بي-هان (تايبيه الصينية)
- لين يا-هان (تايبيه الصينية)
- تشون تشينغ هانغ (هونغ كونغ)
- هايدي يوان (هونغ كونغ)
- تشانغ تشينغ مان (هونغ كونغ)
- تشانغ وينغ سي (هونغ كونغ)
- يوديث هيرلينا سادا (إندونيسيا)
- جيسيلا أريفيا ساري (إندونيسيا)
- يوي هاسيغاوا (اليابان)
- ريكا ماتسويا (اليابان)
- إيمي ناكاجيما (اليابان)
- باك هاي-غييونغ (كوريا الشمالية)
- كيم بيونغ-هوا (كوريا الشمالية)
- ري أون-يونغ (كوريا الشمالية)
- لي أون-مي (كوريا الجنوبية)
- ليم سيون-جو (كوريا الجنوبية)
- ناتاليا سوتنيكوفا (طاجيكستان)
- سوتشاودي نيلدامرونغ (تايلاند)
- بيتساماي سورنساي (تايلاند)
- نغوين ثي تويت دونغ (فيتنام)
- نغوين ثي ليو (فيتنام)
- نغوين ثي فان (فيتنام)

هدف ذاتي
- تشانغ وينغ سي (هونغ كونغ) (ضد الصين)
- كاي فونغ (هونغ كونغ) (ضد كوريا الشمالية)
- ليم سيون-جو (كوريا الجنوبية) (ضد اليابان)
- أميناث شاميلة (المالديف) (ضد كوريا الجنوبية)

### الترتيب النهائي
وفقًا للاتفاقيات الإحصائية في كرة القدم، تُحسب المباريات التي حُسمت في الوقت الإضافي على أنها انتصارات وهزائم، بينما تُحسب المباريات التي حُسمت بركلات ركلات الترجيح على أنها تعادلات.
ملاحظة: لضمان العدالة، بالنسبة للفرق في المجموعات التي تضم أربعة فرق، يتم استبعاد مباراتها ضد الفريق صاحب المركز الرابع عند النظر في الترتيب.
| الترتيب                        | الفريق         | لعب | فاز | تعادل | خسر | له | عليه | فارق | نقاط |
| ------------------------------ | -------------- | --- | --- | ----- | --- | -- | ---- | ---- | ---- |
| الأول                          | اليابان        | 5   | 5   | 0     | 0   | 14 | 2    | +12  | 15   |
| الثاني                         | الصين          | 6   | 5   | 0     | 1   | 31 | 1    | +30  | 15   |
| الثالث                         | كوريا الجنوبية | 6   | 5   | 0     | 1   | 32 | 3    | +29  | 15   |
| 4                              | تايبيه الصينية | 6   | 2   | 1     | 3   | 12 | 7    | +5   | 7    |
| الإقصاء من الدور ربع النهائي   |                |     |     |       |     |    |      |      |      |
| 5                              | فيتنام         | 3   | 1   | 1     | 1   | 3  | 9    | −6   | 4    |
| 6                              | كوريا الشمالية | 4   | 2   | 0     | 2   | 25 | 4    | +21  | 6    |
| 7                              | تايلاند        | 3   | 0   | 0     | 3   | 2  | 10   | −8   | 0    |
| 8                              | هونغ كونغ      | 4   | 1   | 0     | 3   | 6  | 21   | −15  | 3    |
| المركز الثالث في دور المجموعات |                |     |     |       |     |    |      |      |      |
| 9                              | إندونيسيا      | 3   | 1   | 0     | 2   | 6  | 16   | −10  | 3    |
| المركز الرابع في دور المجموعات |                |     |     |       |     |    |      |      |      |
| 10                             | المالديف       | 3   | 0   | 0     | 3   | 0  | 21   | −21  | 0    |
| 11                             | طاجيكستان      | 3   | 0   | 0     | 3   | 1  | 38   | −37  | 0    |

## وصلات خارجية
- كرة القدم في دورة الألعاب الآسيوية 2018